# Belvì
Belvì (Brebìe in sardo) è un comune italiano di 534 abitanti della provincia di Nuoro, che dà il nome alla regione della Barbagia di Belvì.

## Geografia fisica

### Territorio
"Difeso e sollevato dai suoi monti" (cit. De Villa), il paese è circondato da due diversi tipi di montagna: ad ovest si trova la fine del lungo braccio calcareo dei tacchi, i cosiddetti "Tonneri" o "Mezeddos"; ad est del paese si erge la catena Gennargentu, rocce composte da scisti molto antichi, fino ad arrivare alla vetta di punta La Marmora con i suoi 1834 metri s.l.m.
Il suo territorio si estende per circa 1.889 ettari di declivi montani che diversificano la flora a seconda dell'altitudine e delle condizioni climatiche differenti. All'interno possiamo distinguere folti boschi di nòccioli, noci, castagni, roverella, lecci e agrifogli. Merita di essere menzionata anche la bella Valle de S'Iscara, che prende il nome dal rio che la attraversa, ricca di frutteti, interessanti essenze arboree e noci secolari conserva ancora oggi scorci di grande suggestione.
L'abitato si trova nella costa del monte "Genna de Crobu". Belvì si colloca in una posizione centrale rispetto alle città più importanti della Sardegna, in quanto dista 69 chilometri da Nuoro, il capoluogo di provincia, 71 chilometri da Oristano, 151 chilometri da Sassari e 119 da Cagliari, il capoluogo di regione.

## Storia
Il territorio di Belvì conserva interessanti testimonianze del passato. Oltre a diversi utensili e ceramiche che risalgono ad un periodo che va dal Neolitico all'epoca romanica, attestando quindi la presenza dell'uomo nell'area già da tempi molto antichi, numerose nei boschi che circondano il paese sono le domus de janas (case delle streghe o delle fate).
Appartenente al giudicato d'Arborea, fece inizialmente parte della curatoria della Barbagia di Meana e nel XIV secolo fu unito alla curatoria del Mandrolisai.
Nel 1388 Belvì passò sotto il dominio aragonese ed entrò a far parte della Signoria della Barbagia di Belvì fino al 1839, quando, con la soppressione del sistema feudale, fu riscattato agli ultimi feudatari per divenire un comune autonomo amministrato da un sindaco e da un consiglio comunale.
Per molto tempo il centro abitato di Belvì è stato poco esteso: le case erano anticamente costruite con pietre di scisto legate per lo più con fango, nonostante Belvì avesse una produzione non indifferente di calce, esportata in grandi quantità. Quasi tutte erano prive di cortile, ma erano dotate di un ballatoio di legno e piccole finestre. Le strade, tipiche della montagna, erano strette e tortuose, irregolarmente lastricate e con ciottolate ricavate dai sentieri e dai residui delle fornaci della calce di “Intra montes” o dal letto asciutto del rio S'Isca.
Gli unici fabbricati di spicco erano la chiesa parrocchiale, istituita in onore di Sant'Agostino, la chiesetta di San Sebastiano e la stazione ferroviaria.
Nel 1834 Vittorio Angius, nel suo resoconto di viaggio (Dizionario geografico-storico.-statistico-commerciale degli Stati di S.M. il Re di Sardegna), descriveva così Belvì:
Nel 1921, nel suo libro Mare e Sardegna, David H. Lawrence raccontava così la sua esperienza lungo i binari percorsi dal Trenino Verde:

### Simboli
Lo stemma del Comune di Belvì è stato concesso con decreto del presidente della Repubblica del 9 gennaio 2004.
(D.P.R. 09.01.2004 concessione di stemma e gonfalone)
Il gonfalone è un drappo partito di rosso e di azzurro.

## Monumenti e luoghi d'interesse

### Architetture religiose
- Le chiese di san Sebastiano, santa Margherita e sant'Agostino;

### Architetture civili
- La vecchia stazione ferroviaria, servita dal Trenino Verde;
- I vecchi forni a calce e delle tegole, mattoni e mattonelle;
- Il centro storico.

### Siti archeologici
- Le domus de janas;

### Luoghi di interesse naturalistico
- L'oasi naturalistica SIC “Su de Maccioni-Texile di Aritzo”, di cui fanno parte la punta Tonnai e la pineta sommitale della località Pitz'e Pranu, dove è stato presente un parco avventura;

## Società

### Evoluzione demografica
Abitanti censiti

### Etnie e minoranze straniere
Secondo i dati ISTAT al 31 dicembre 2010 la popolazione straniera residente era di 12 persone. Le nazionalità maggiormente rappresentate in base alla loro percentuale sul totale della popolazione residente erano:
- Marocco 10 1,49%

### Lingue e dialetti
La variante del sardo parlata a Belvì è riconducibile alla Limba de mesania.

## Cultura

### Musei
- Il museo di Scienze Naturali;

## Infrastrutture e trasporti

### Ferrovie
Il comune è attraversato dalla ferrovia Isili-Sorgono, gestita dall'ARST ed in uso dal 1997 per esclusivi fini turistici. Nella parte ovest dell'abitato è posta la stazione di Belvì-Aritzo, attiva principalmente d'estate e in occasione di viaggi effettuati su richiesta delle comitive di turisti.

## Amministrazione
| Periodo         | Periodo         | Primo cittadino   | Partito                             | Carica                    | Note   |
| --------------- | --------------- | ----------------- | ----------------------------------- | ------------------------- | ------ |
| 23 aprile 1995  | 16 aprile 2000  | Aurelia Saias     | liste civiche di centro-sinistra    | Sindaco                   | [ 7 ]  |
| 16 aprile 2000  | 8 maggio 2005   | Aurelia Saias     | liste civiche di centro-sinistra    | Sindaco                   | [ 8 ]  |
| 8 maggio 2005   | 30 maggio 2010  | Rinaldo Arangino  | lista civica                        | Sindaco                   | [ 9 ]  |
| 30 maggio 2010  | 31 maggio 2015  | Rinaldo Arangino  | lista civica "Uniti per Progredire" | Sindaco                   | [ 10 ] |
| 31 maggio 2015  | 2 novembre 2020 | Sebastiano Casula | lista civica "Uniti per Progredire" | Sindaco                   | [ 11 ] |
| 2 novembre 2020 | 11 ottobre 2021 | Luisa Mattu       |                                     | Commissario straordinario | [ 12 ] |
| 11 ottobre 2021 | in carica       | Maurizio Cadau    | lista civica "Insieme per Belvì"    | Sindaco                   | [ 13 ] |